# Esfigmenu
Posvátný patriarchální a stavropegický klášter Esfigmenu (řecky: Ιερά Πατριαρχική και Σταυροπηγιακή Μονή Εσφιγμένου) je pravoslavný klášter v "klášterním státě" na Hoře Athos, v Řecku. Je postaven u moře v severní části Athonitského poloostrova. Nachází se v blízkosti kláštera Chilandar a je nejsevernějším ze všech athonitských klášterů. Současný klášter pochází z 10. století, podle tradice však byl areál využíván jako klášter již od 5. století, po údajném založení císařem Theodosiem II. Ve 14. století byl prakticky zničen a opuštěn, ale okolo roku 1569 znovuobnoven. Esfigmenu zaujímá v hierarchii athonitských klášterů osmnácté místo a od počátku 70. let 20. století se zmítá v právních a církevních sporech. Je považován za jeden z nejkonzervativnějších klášterních domů na hoře Athos.

## Spory
Od 70. let 20. století Esfigmenu spolu s dalšími kláštery na hoře Athos revoltuje proti Konstantinopolskému patriarchátu. Počínaje érou patriarchy Athenagorase začalo podle mnichů docházet k nepřípustnému ekumenismu. Vztah mezi esfigmenskými mnichy a patriarchátem se značně zhoršil roku 2002, kdy je patriarcha Bartoloměj I. Konstantinopolský prohlásil za schizmatiky a odpadlíky od pravoslavné církve. Protože ústava Řecka zakazuje schizmatikům (nebo římským katolíkům) bydlet na Athosu, bylo obyvatelům Esfigmenu nařízeno soudem v Soluni, aby opustili klášter. Odmítli však vyhovět. Svatý synod Konstantinopolského patriarchátu jejich jednání prohlásil za nezákonné a dne 3. října 2005 schválil vytvoření nového Esfigmenského bratrstva pod duchovním vedením Archimandrita Chrysostomose Katsoulierise. V listopadu 2005 se Katsoulieris a jeho mniši pokusili převzít jednu z budov v Esfigmenu (budova 23), ale bylo jim v tom zabráněno a musela být přivolána policie, aby svářené strany oddělila. V neděli 22. října 2006 položil sám patriarcha Bartoloměj základní kámen nového a oficiálního kláštera v Esfigmenu. Jedná se o novou budovu poblíž starého areálu. Dočasně, dokud nebude spor vyřešen, bude tato budova považována za oficiální klášter. V prosinci 2006 se členové nového bratrstva pokusili proniknout do kanceláří starého kláštera. Při následných střetech bylo těžce zraněno sedm mnichů: čtyři z „oficiálních“ mnichů a tři ze schizmatických.
V lednu 2007 vznesl okresní prokurátor v Soluni obvinění proti mnichům z Esfigmenu ze "zpronevěry", neboť nakládají s majetkem, který jim nepatří. K velkým potyčkám došlo roku 2013, kdy mniši vůči policistům použili i molotovovy koktejly. V roce 2014 se řecká policie účastnila operace na vyklizení domu v Soluni, který používali „staří“ mniši jako ubytovnu. Zásobovací loď, která podporuje horu Athos, již nezastavuje v Esfigmenu, bankovní účty staré komunity byly zablokovány a téměř veškerý jejich majetek mimo horu Athos převzala „nová“ klášterní komunita.
V lednu 2017 bylo osm mnichů ze „staré“ klášterní komunity, včetně opata Methodia (Papalamprakopoulose), odsouzeno v nepřítomnosti za podněcování násilí a útok na policisty. Opat Metodios a mnich Antypas, hlavní agresor, dostali dvacetileté tresty. Dalších šest mnichů bylo obviněno jako spolupachatelé a dostali tresty desetileté. Mniši se odvolali. V dubnu 2019 byli staří mniši odsouzeni k 6 měsícům vězení s odkladem na 3 roky za podvod proti řeckému státu, neboť soud seznal, že jako nepraví mniši nemají nárok na osvobození od daně. O několik dní později odvolací soud v Soluni vynesl rozsudek 17 let vězení pro opata Metoda a mnicha Antypa za útoky z roku 2013. Dalších šest mnichů bylo odsouzeno na 9 let a 5 měsíců (všechny tresty odnětí svobody byly oproti rozsudku z roku 2017 mírně sníženy). Dne 8. července 2020 řecký nejvyšší soud zamítl odvolání podané starou komunitou proti rozhodnutí odvolacího soudu v Soluni ze 17. června, které je zavazovalo předat všechna okupovaná území novému bratrstvu. 23. července dorazili policisté do částí kláštera v Ierissos a Nea Roda a přinutili mnichy odejít. Mniši však stále okupují další budovy kláštera a odmítají je pod hesly "pravoslaví nebo smrt" opustit.